# Curtiss Model D
Curtiss Pusher
Le 1911 Curtiss Model D, ou plus fréquemment désigné « Curtiss Pusher » était un avion à hélice propulsive (en Pusher Aircraft, d'où son surnom) des débuts de l'aviation, qui disposait d'un moteur à pistons et d'une hélice installés derrière le siège du pilote. Produit de 1909 à 1912, il fut parmi l'un des tout premiers avions au monde à avoir été produits en quantités — toutes quantités confondues —, tous ces exemplaires ayant été produits par Curtiss pendant une période d'essais et d'erreurs caractéristique des débuts de l'aviation, à laquelle les moteurs à combustion interne ont également dû faire face à d'importants développements technologiques et expérimentations techniques.
Le Pusher fut également l'avion qui effectua le premier décollage depuis le pont d'un navire, piloté par Eugene Ely depuis l'USS Birmingham, le 14 novembre 1910 près d'Hampton Roads, en Virginie. Il effectua également le premier atterrissage à bord d'un navire, l'USS Pennsylvania, le 18 janvier 1911 près de San Francisco, en Californie.
Il était initialement doté d'un plan de contrôle à l'avant pour le contrôle en tangage, mais cet élément fut retiré quand il fut découvert fortuitement qu'il n'était absolument pas nécessaire. La nouvelle version, sans cette gouverne, fut qualifiée de « Headless Pusher », que l'on pourrait traduire par « pousseur sans tête ». Comme toutes les conceptions de Curtiss, l'avion utilisait à la place des ailerons, qui apparurent pour la première fois sur une structure Curtiss en tant qu'« ailerons d'extrémités » quadruples (en anglais : wing-tip ailerons) sur le June Bug, afin de contrôler sous roulis en vol en évitant toutefois l'utilisation du système de torsion des ailes breveté par les frères Wright.

## Développement

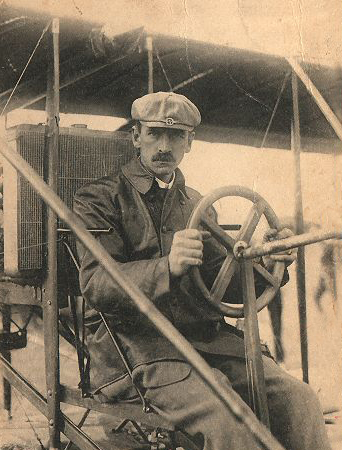
Glenn Curtiss aux commandes du Curtiss Reims Racer, qui utilisait le « berceau d'épaules » (en shoulder cradle) pour actionner les câbles de contrôle des ailerons (système plus tard repris sur le Model D).

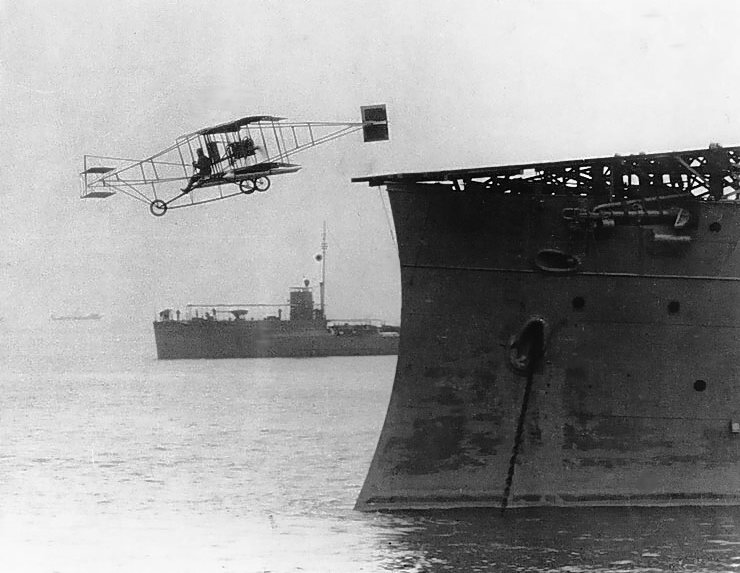
Eugene Ely lors du premier décollage d'un avion depuis le pont d'un navire (USS Birmingham), le 14 novembre 1910.

Le Model D était un biplan doté d'un train d'atterrissage fixe à roues. Sa construction était essentiellement en épicéa, avec du frêne employé pour le berceau du moteur et les supports du train d'atterrissage, et du tissu traité étiré sur la structure. Les poutres du stabilisateur étaient faites en bambou.
Les brevets des frères Wright l'empêchant d'utiliser la technique de torsion des ailes pour obtenir un contrôle latéral — et ni lui ni les frères Wright ne semblant avoir été au courant du dépôt d'un brevet pour le même système plus tôt, en 1868, par l'Anglais Boulton (en) —, Curtiss n'utilisa pas les ailerons d'extrémités qu'il avait installés sur le June Bug, mais préféra utiliser des ailerons « inter-plans », installés entre les deux plans de l'avion. Ce système était en fait directement dérivé de celui employé sur ses premiers avions, les pushers Curtiss No. 1 et Curtiss No. 2. Finalement, cette solution se montra être meilleure. Les ailerons inter-plans et de bord de fuite de ces premiers avions n'étaient pas actionnés par des mécanismes aux mains ou aux pieds du pilote mais, comme choisi pour le Santos-Dumont 14-bis en novembre 1906, nécessitaient que le pilote s'incline physiquement vers l'intérieur du virage pour être actionnés. Sur les Curtiss Pushers, une structure métallique désignée « berceau d'épaules » (en anglais : « shoulder cradle ») installée de chaque côté du pilote permettait d'entraîner les câbles de contrôle des ailerons.
Presque tous les exemplaires produits du Model D furent construits avec une configuration pusher, avec l'hélice derrière le pilote, ce qui leur valut d'être presque invariablement désignés « Curtiss Pushers ». Les premiers exemplaires furent construits avec une configuration « canard », avec les gouvernes de profondeur installées sur des supports à l'avant de l'avion, en plus d'un stabilisateur horizontal fixe à l'arrière. Plus tard, les gouvernes de profondeur furent intégrées à la queue de l'avion et le plan canard supprimé, ce qui valut à ces avions d'être désignés « Headless Pushers », que l'on pourrait traduire par « pousseurs sans tête ». Cette configuration est désormais un classique de l'aviation depuis des décennies.
En plus de faire le bonheur de pilotes amateurs, l'avion intéressa également des organismes gouvernementaux. Ainsi, un Model D fut acheté en avril 1911 par l'Aeronautical Division de l'U.S. Signal Corps (en) (prédécesseur de l'US Air Force actuelle) comme appareil d'entraînement, alors désigné S.C. No. 2, puis un autre par l'US Navy pour servir de plateforme d'observation aérienne. Quelques-uns furent également exportés vers des armées étrangères, parmi lesquelles la Marine russe. Le 14 novembre 1910, Eugene Ely décolla depuis le pont de l'USS Birmingham à bord d'un Model D. Ce fut la première fois qu'un avion décollait depuis un navire. Le 18 janvier 1911, Ely fit atterrir un Model D sur le pont de l'USS Pennsylvania, réalisant là-aussi une première dans l'aviation.
Lors de son élection en novembre 1915, le membre du Congrès Orrin Dubbs Bleakley (en) devint le premier officiel du gouvernement à effectuer un vol de son état vers Washington, DC. Le voyage fut effectué à bord d'un biplan Curtiss de 75 ch partant de Philadelphie, piloté par le Sergeant C. Ocker, alors en congé de l'United States Aviation Corps à ce moment-là. Le vol dura 3 h 15 min, incluant un arrêt non prévu dans un champ de blé du Maryland.

## Versions
- Model D-4 : Version équipée d'un moteur Curtiss à 4 cylindres en ligne de 40 ch (30 kW)[6] ;
- Model D-8 : Aussi désigné Signal Corps Number 2 (S.C. No. 2). Version dotée d'un moteur à cylindres en V Curtiss de 40 ch (30 kW), ayant une vitesse maximale de 97 km/h au niveau de la mer[6] ;
- Model D-8 : Version équipée d'un moteur Curtiss V8 de 75 ch (56 kW)[6] ;
- Burgess Model D : Prototype unique produit sous licence par la Burgess Company (en) à Marblehead, dans le Massachusetts[8].

## Utilisateurs
- États-Unis :
  - United States Army :
    - Aeronautical Division, U.S. Signal Corps : S.C. No.2 (1911-1914).

  - United States Navy.

## Exemplaires survivants
De nombreux exemplaires du Curtiss Pusher — originaux ou répliques — existent encore de nos jours. La fabrication de certaines de ces répliques remonte aussi loin que le véritable avion lui-même, la plupart ayant été produites par des utilisateurs privés.

### Exemplaire original
Un Model D est stocké par l'association Ohio History Connection à Columbus, dans l'Ohio. Il a été assemblé par Paul et Josh Wilber à Norwalk de 1991 à 1912 et a volé pour la première fois le 7 octobre 1912. Le moteur Roberts original à deux temps et quatre cylindres de 50 ch a été remplacé par un six cylindres quatre temps Kirkham de 50 ch. L'avion est actuellement en stockage. Environ 90 % de ses éléments sont d'origine

### Répliques
- Model D en condition de vol au Military Aviation Museum (en) à Virginia Beach, en Virginie[9],[10] ;
- Model D en condition de vol à l'Old Rhinebeck Aerodrome (en) à Red Hook, dans l'État de New York. Il a été construit pour la collection en 1976 et propulsé une première fois par un moteur V8 Hall-Scott, puis plus récemment par un ancien Curtiss V8[5],[11] ;
- Model D en condition de vol à l'Owls Head Maine Transportation Museum à Owls Head, dans le Maine. Il est équipé d'un moteur de type assez moderne, un six cylindres à plat Continental O-300 (en)[12],[13] ;
- Model D en condition de vol au Western Antique Aeroplane & Automobile Museum (en) à Hood River, dans l'Oregon. Il est équipé d'un moteur Curtiss OX-5 de 90 ch. Il a été reconstruit en 1934 mais possède quelques pièces datant de 1910[14],[15] ;
- Model D en condition de vol au Western Antique Aeroplane & Automobile Museum (en) à Hood River, dans l'Oregon. Il est équipé d'un moteur Continental A-85 de 85 ch[16],[17] ;
- Model D en exposition statique au National Air and Space Museum (NASM) à Washington, DC. Il a été construit en 1919 et intègre des éléments d'une cellule originale. Il était initialement équipé d'un OX-5, mais ce moteur a été remplacé par un V8 Curtiss. Il a été donné à la Smithsonian Institution en 1925[18] ;
- Model D en exposition statique à l'aéroport international de Minneapolis-Saint-Paul, dans le Minnesota. Il a été construit en 1964 et était précédemment la propriété de Chuck Doyle[19],[20] ;
- Model D en exposition statique au National Museum of the United States Air Force (NMUSAF) à Dayton dans l'Ohio. Il a été achevé en 1987 et est doté d'une réplique de moteur en bois et plastique[21] ;
- Model D en exposition statique au College Park Aviation Museum à College Park, dans le Maryland. Exemplaire récent, il a été achevé en 2010[22] ;
- Model D en exposition statique au Durango Silverton Narrow Gauge Railroad Museum à Durango, dans le Colorado. Il a été construit par Dave Claussen et installé dans le musée en avril 2013[23] ;
- Model D en exposition statique au Reynolds-Alberta Museum[24] à Wetaskiwin, dans la province de l'Alberta, au Canada. Il possède un moteur de Curtiss Pusher original.

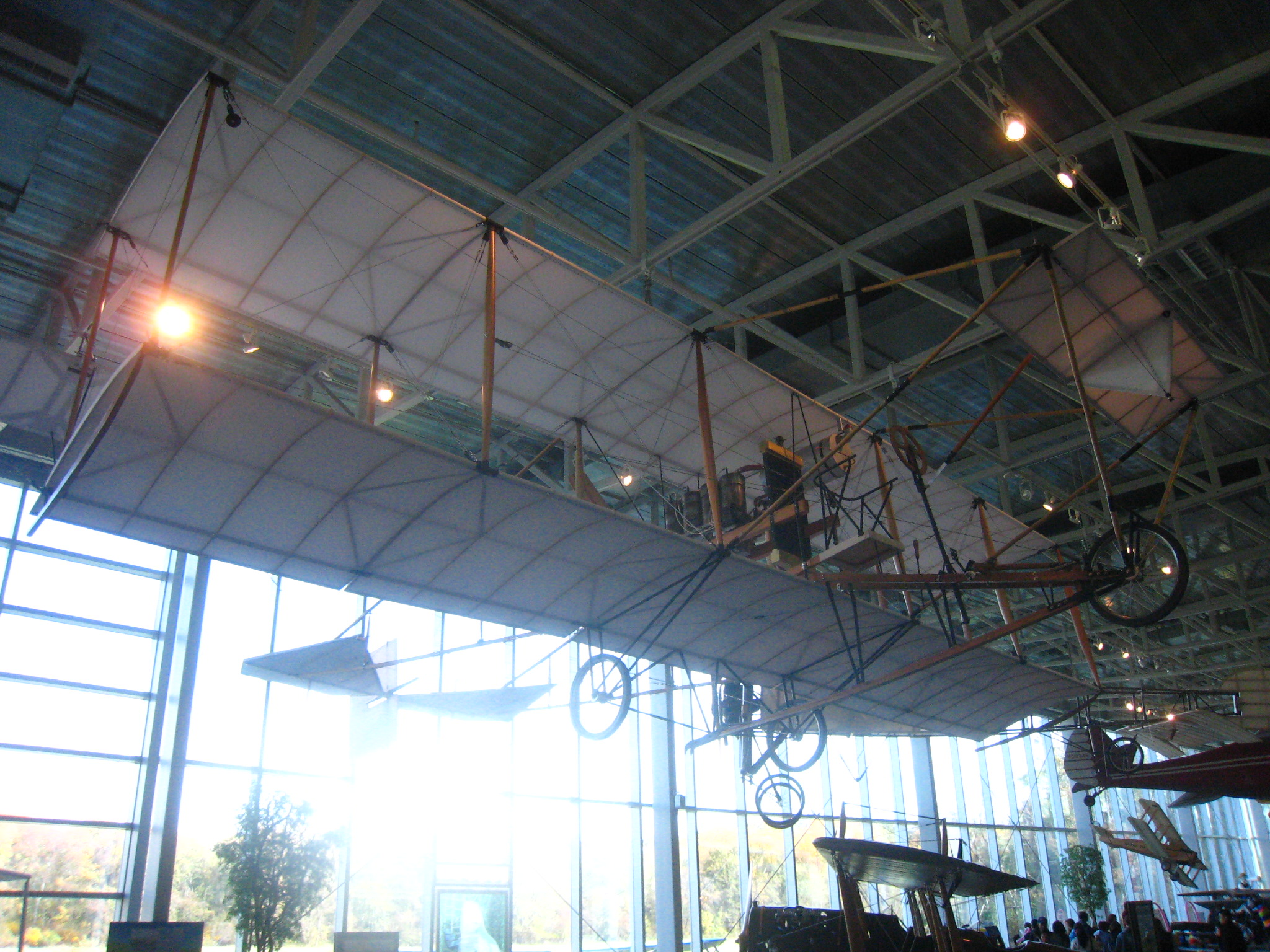
Un Model D « headed » au College Park Air Museum.
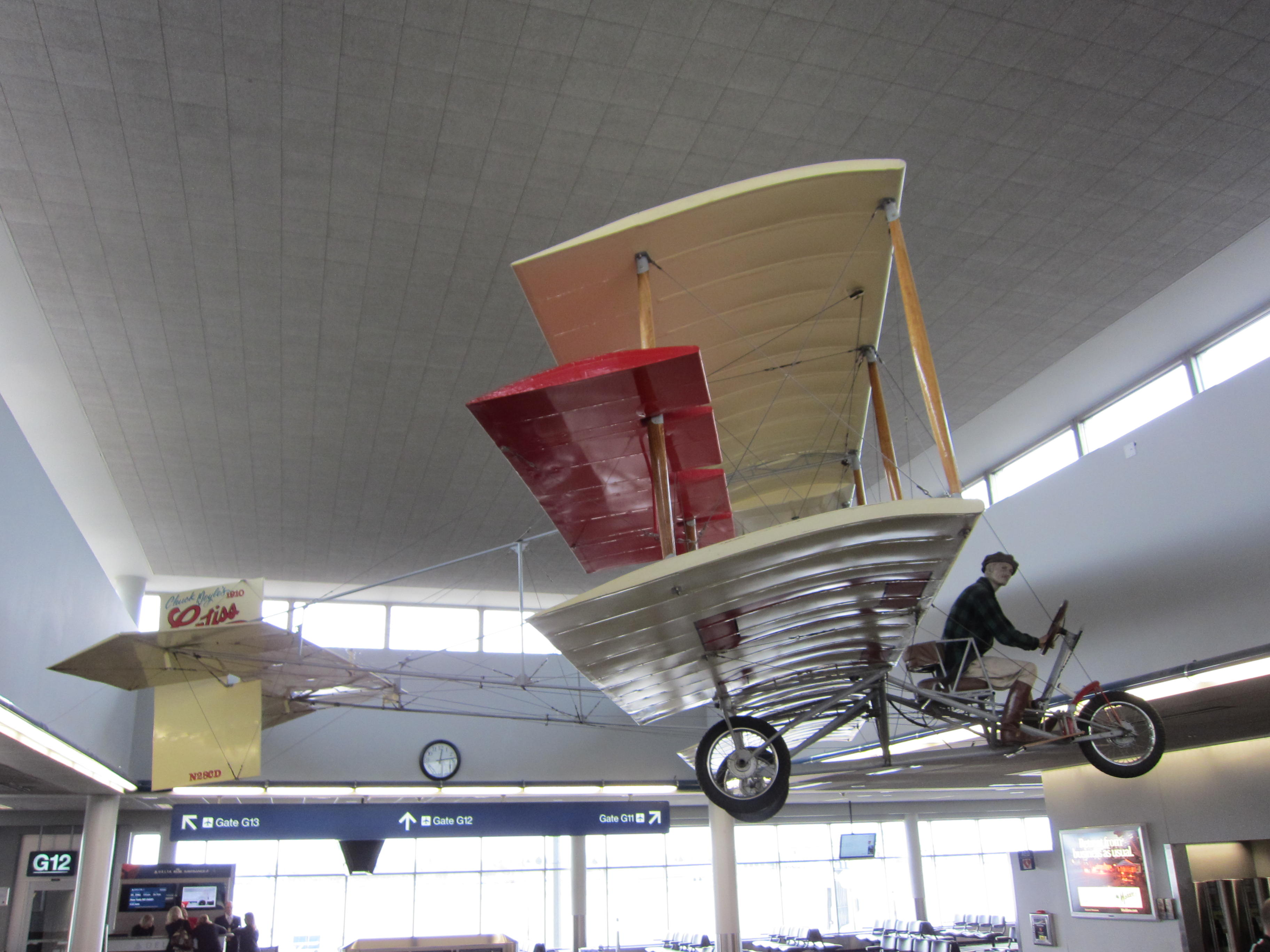
Le Model D « headless » de l'aéroport international de Minneapolis-Saint-Paul.
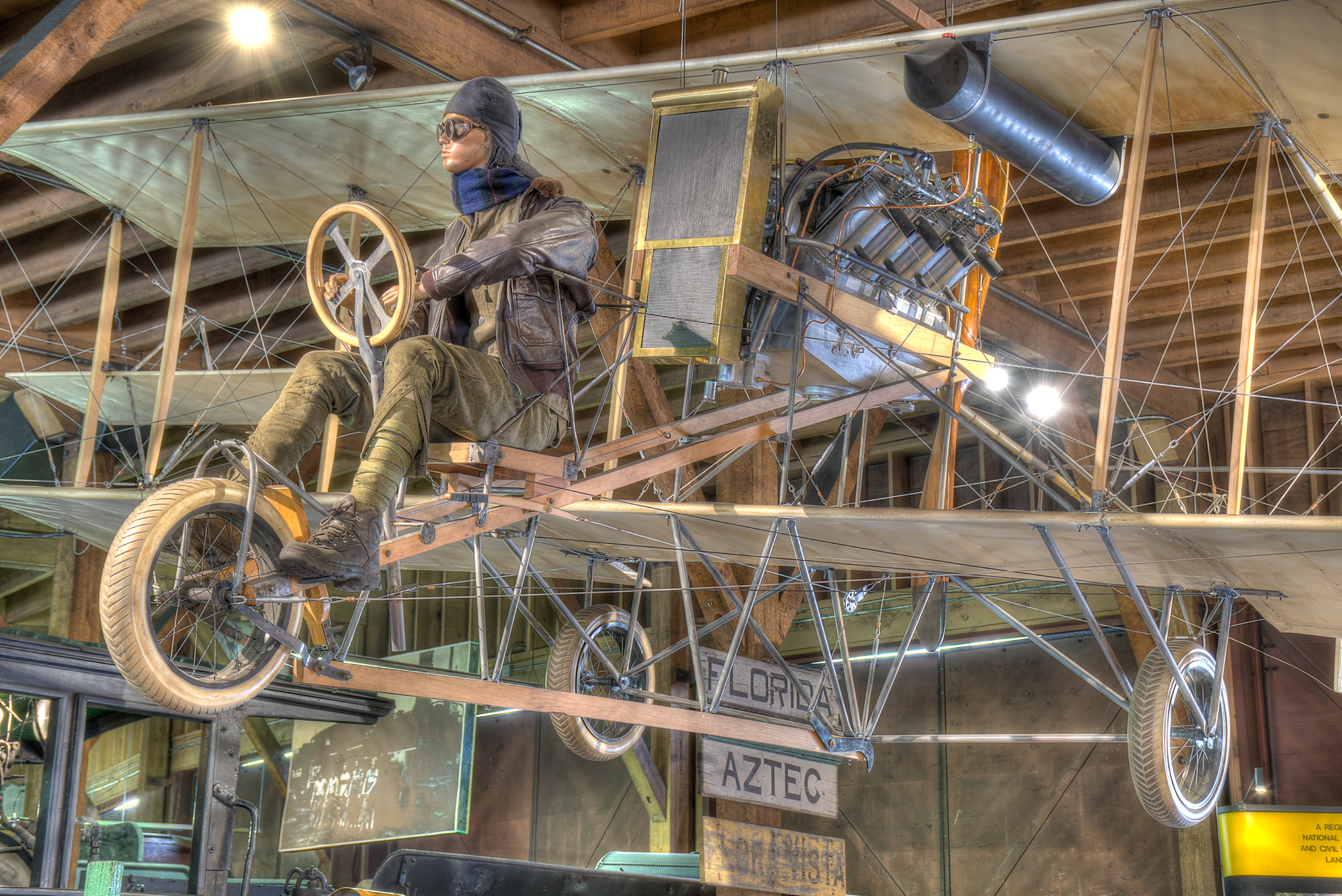
Le Model D exposé au Durango Silverton Narrow Gauge Railroad Museum, à Durango.